# تقعر الأظفار
تقعر الأظفار (بالإنجليزية: Koilonychia)‏ (المعروف أيضا باسم الأظافر الملعقة) هو مرض في الأظافر يمكن أن يكون علامة على مرض فقر الدم الناقص الصباغ خصوصا فقر الدم بعوز الحديد. سمى مرض تقعر الأظافر بهذا الاسم لأن أظافر (اليد عادة) تكون رقيقة بشكل غير طبيعي، وفاقدة للتحدب لتصبح مسطحة أو مقعرة الشكل (شبيهة بالملعقة).